# Massa d'Albe
Massa d'Albe é uma comuna italiana da região dos Abruzos, província de Áquila, com cerca de 1 435 habitantes. Estende-se por uma área de 68 km², tendo uma densidade populacional de 21 hab/km². Faz fronteira com Avezzano, Magliano de' Marsi, Ovindoli, Rocca di Mezzo, Scurcola Marsicana.

## Demografia
| Variação demográfica do município entre 1861 e 2011                               |
|                                                                                   |
| Fonte: Istituto Nazionale di Statistica (ISTAT) - Elaboração gráfica da Wikipedia |